# Lijst van rijksmonumenten in Beuningen (Overijssel)
De plaats Beuningen telt 8 inschrijvingen in het rijksmonumentenregister. Hieronder een overzicht.
| Object | Oorspronkelijke functie?  | Bouwjaar                     | Architect         | Locatie                  | Coördinaten?                  | Nr.?   | Afbeelding |
| --- | ------------------------- | ---------------------------- | ----------------- | ------------------------ | ----------------------------- | ------ | --- |
| Forse, gave vakwerkboerderij, de wanden opgetrokken op een fundament van Bentheimersteen; bovenkamer; Vakwerkschuur                     | Boerderij                 | 1804 en 1809 (jaartalstenen) |                   | Paandersdijk 10          | 52° 21' 6" NB, 6° 59' 42" OL  | 26288  | Meer afbeeldingen |
| Grenspaal nr 25 van Bentheimerzandsteen, voorzien van renaissanceschild met Andreaskruis en vuurslag (wapen der Bourgondische gewesten) | Grensafbakening           | 1548                         |                   | Grenspaal a/d Vrijdijk   | 52° 21' 13" NB, 7° 4' 19" OL  | 26316  | Grenspaal nr 25 van Bentheimerzandsteen, voorzien van renaissanceschild met Andreaskruis en vuurslag (wapen der Bourgondische gewesten) |
| Moestuin met muur en schuur ten westen van het landhuis                                                                                 | Tuin, park en plantsoen   | 1920-1922                    |                   | Molendijk 37 te Denekamp | 52° 22' 25" NB, 6° 58' 56" OL | 513484 | Upload foto |
| Fontein met beeldengroep | Tuin, park en plantsoen   | 1944                         | Andries de Maaker | Molendijk 37 te Denekamp | 52° 22' 25" NB, 6° 58' 56" OL | 513485 | Fontein met beeldengroep |
| Singraven: koetshuis met bedrijfsgedeelte                                                                                               | Bijgebouwen kastelen enz. | 1868 (verbouwd)              |                   | Molendijk 37 te Denekamp | 52° 22' 26" NB, 6° 58' 56" OL | 513486 | Upload foto |
| Singraven: twee schuren | Bijgebouwen kastelen enz. | ca. 1870                     |                   | Molendijk 37 te Denekamp | 52° 22' 26" NB, 6° 58' 56" OL | 513487 | Singraven: twee schuren |
| Landgoed Austie: schuur | Boerderij                 | 1932                         | Joh. H. Sluymer   | Paandersdijk bij 10      | 52° 21' 6" NB, 6° 59' 39" OL  | 513511 | Meer afbeeldingen |
| Landhuis: "De (Nieuwe) Borg" | Kasteel, buitenplaats     | 1902                         |                   | Borgbosweg 6             | 52° 21' 53" NB, 6° 59' 25" OL | 513513 | Meer afbeeldingen |